# Keňa na Letních olympijských hrách 2000
Keňu na Letních olympijských hrách 2000 reprezentovalo 56 sportovců (34 mužů a 22 žen).

## Medailové pozice
| Medaile | Jméno                | Sport    | Disciplína            |
| ------- | -------------------- | -------- | --------------------- |
| Zlato   | Noah Ngeny           | Atletika | Muži běh na 1 500 m   |
| Zlato   | Reuben Kosgei        | Atletika | Muži 3 000 m překážek |
| Stříbro | Paul Tergat          | Atletika | Muži běh na 10 000 m  |
| Stříbro | Wilson Boit Kipketer | Atletika | Muži 3 000 m překážek |
| Stříbro | Erick Wainaina       | Atletika | Muži maraton          |
| Bronz   | Bernard Lagat        | Atletika | Muži běh na 1 500 m   |
| Bronz   | Joyce Chepchumbaová  | Atletika | Ženy maraton          |